# Schloss Hedwigsburg

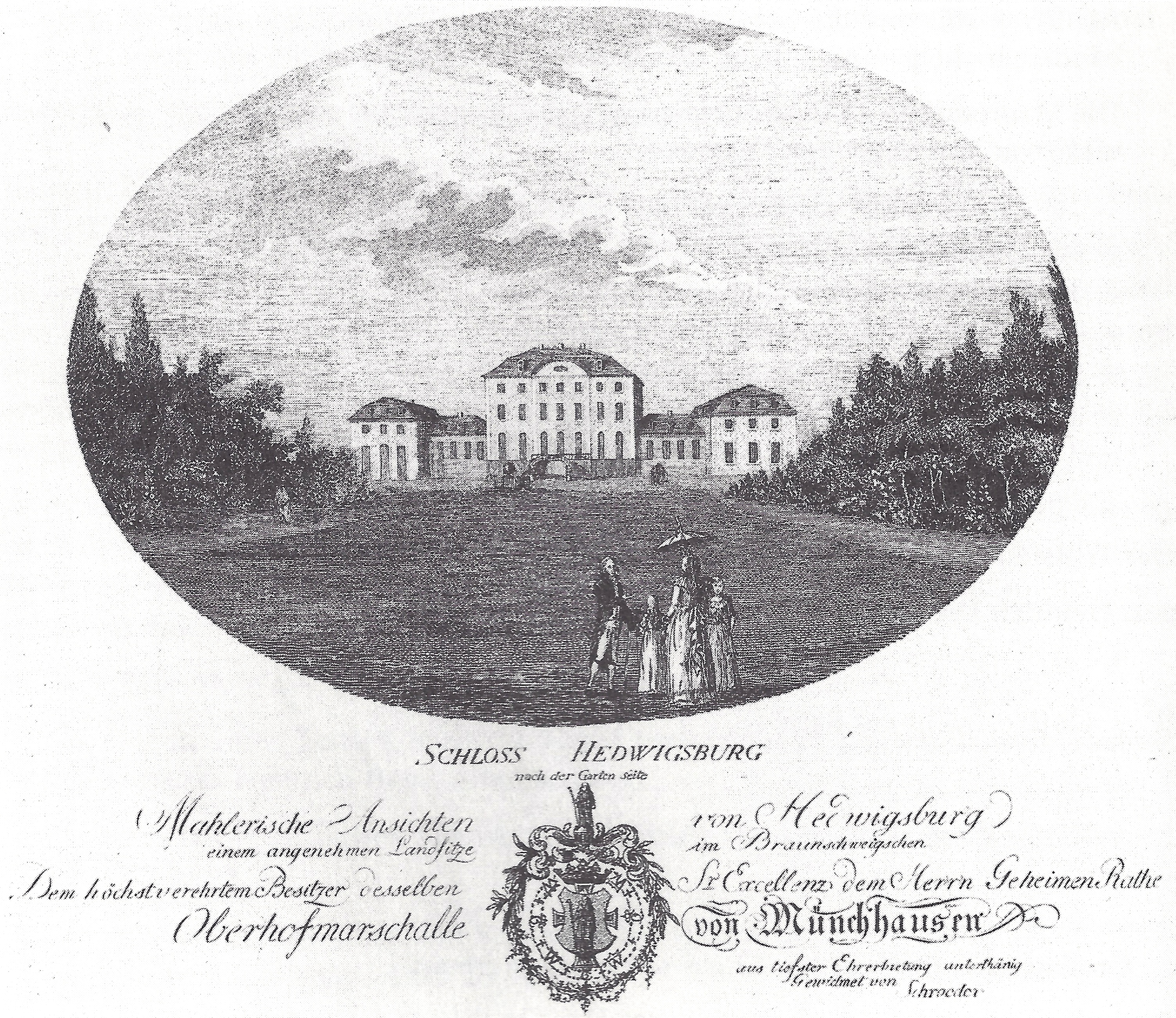
Historische Ansicht des Schlosses um 1800, als es bereits ein Rittergut war

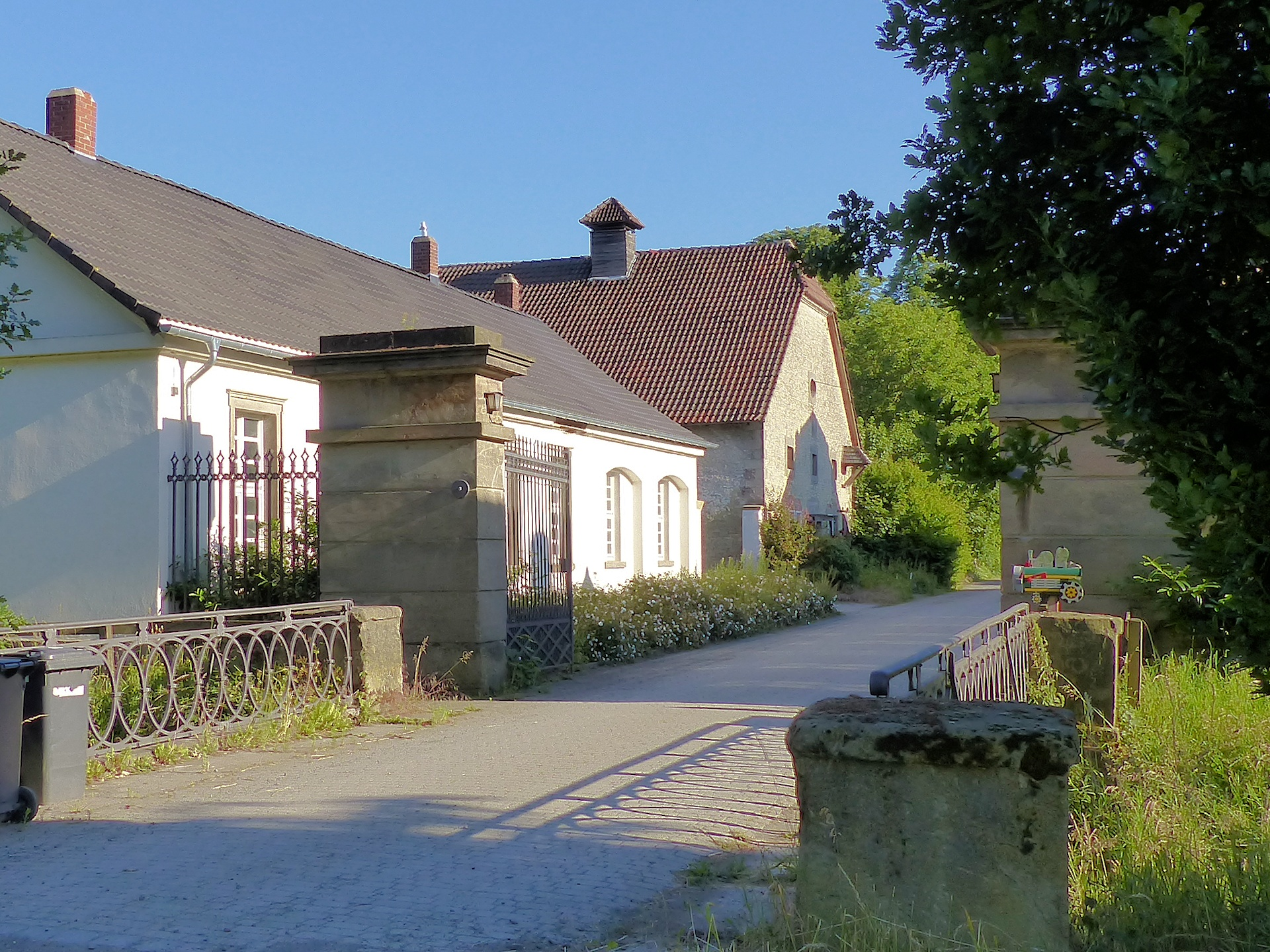
Heutige Situation am Eingangstor zum Rittergut (2015)

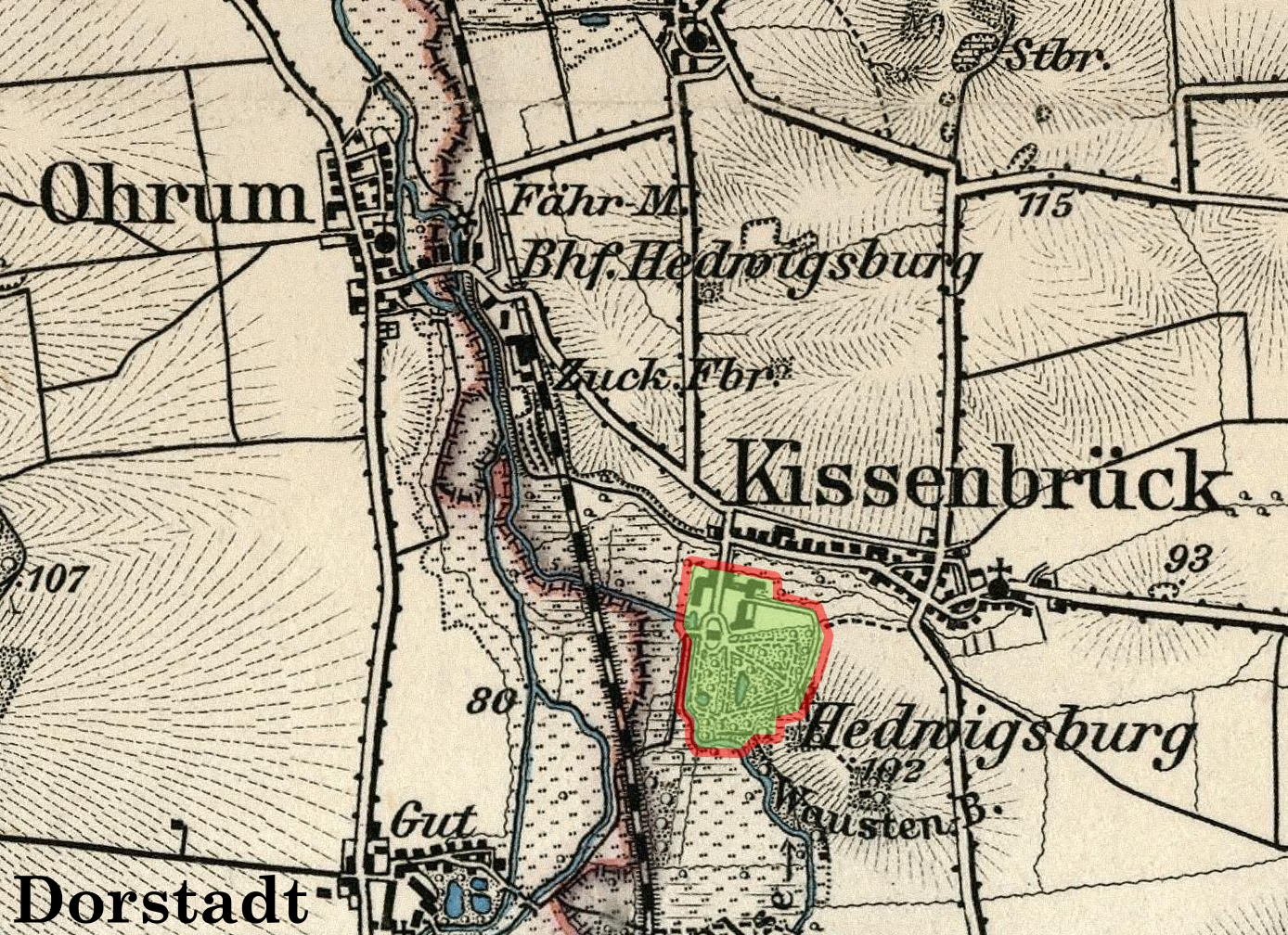
Ortslage des Ritterguts auf der Karte des Deutschen Reichs von 1904

Das Schloss Hedwigsburg war ein 1578 erbautes Lustschloss in Kissenbrück im heutigen Landkreis Wolfenbüttel. 
Es wurde für Hedwig von Brandenburg, Gattin des Braunschweig-Wolfenbütteler Herzogs Julius errichtet und war später Sommerresidenz und zeitweise Residenz der Braunschweiger Herzöge. Im 18. Jahrhundert wurde es veräußert und ist in das noch bestehende Rittergut Hedwigsburg übergegangen. Die ursprünglichen Bauwerke sind nicht mehr erhalten.

## Lage
Das Gelände des Ritterguts liegt südwestlich des Kissenbrücker Ortszentrums. Es erstreckt sich zwischen dem Nordwesthang des Waustenbergs und dem rechten Ufer der Alten Ilse nach Süden. Von Osten fließt dem Gut in der sumpfigen Senke zwischen Waustenberg und Ösel der Große Graben zu und bildet dessen nördlichen Abschluss. Das eigentliche Gut mit Hof und Park ist etwa 10 ha groß (42,88 Morgen).
Der Ortsteil Hedwigsburg wurde nach dem Schloss benannt und umfasst dessen frühere Besitztümer wie die Fährmühle und Ländereien.

## Geschichte

### Königshof und Stecklenburg
Der Ort Kissenbrück ist urkundlich im 9. Jahrhundert das erste Mal erwähnt worden, was auf die verkehrsstrategisch besondere Lage östlich des Okerübergangs nach Ohrum an der Querung des Baches Kissena zurückzuführen ist. Überliefert ist ein Königshof Curtis Cissenbrugea, auf dem sich Kaiser Otto I. 944 aufgehalten hat und später auch durch andere Könige mehrere Urkunden ausgestellt wurden. Dieser Hof wird von den Chronisten in dem Dreieck zwischen den Bächen Kisse und Scharrenbeeke (heute Großer Graben) in der Flur Eulenburg südlich des Ortskerns vermutet. Sie führen den Namen auf „Ol“ wie „Sumpf“ zurück.
Die Stecklenburg wird in einer Urkunde vom 3. Mai 1196 erwähnt, als Bischof Gardolfus von Halberstadt „eine Kapelle zur Ehre der Mutter Gottes weiht“ und ihr etliche Güter einverleibt, wozu vier Hufe Acker, Waldanteile im Oderwald, zwei Fischteiche, eine Begräbnisstätte sowie Sumpf und die Nutzungsrechte der Oker gehörten. Über den damaligen Eigentümer der Stecklenburg ist nichts überliefert, aber der Hof war zehntfrei und zwischen Kissenbrück und der Oker gelegen. 1420 wird er als Besitz des Hauses von Braunschweig-Lüneburg genannt und 1425 als Eigentum des Braunschweiger Stiftes St. Blasius, das den „freien Hof Stecklenburg“ für 500 Gulden widerruflich verkaufte. 1553 wurde das Gut bei einer Fehde zerstört, darunter ein hölzernes und ein steinernes Gutshaus, ein Brauhaus, eine Meierei und diverse Wirtschaftsgebäude.

### Juliusschifffahrt und Lustschloss
Herzog Julius entwickelte die Nutzung der natürlichen Ressourcen seines Landes, wozu auch die Verbesserung des Steintransports vom Ösel und die Schiffbarmachung der Oker zwischen seiner Residenz Wolfenbüttel und dem Harz gehörten. Er selbst prägte den Begriff „Juliusschifffahrt“. Seine Gemahlin Hedwig besichtigte die Stecklenburg 1577 und kaufte sie am 22. Februar 1578 für 2500 Thaler. Unmittelbar anschließend wurde ein Lustschloss als Sommersitz mit Gartenanlagen, Teichen, Grotten und Statuen errichtet. Die Stecklenburg wurde ihr zu Ehren in Schloss Hedwigsburg umbenannt.
Herzog Julius ließ diverse Kanäle und auch eine Schleuse „hinter dem Brauhause“ anlegen, so dass das damals noch an der Ilse gelegene Anwesen mit einem Schiff erreicht werden konnte. Überliefert ist die Anfrage des Herzogs an den sächsischen Kurfürsten August nach dem Bauplan für die dort wohl üblichen Elbeschiffe. Es wurden ihm nicht nur die Pläne, sondern auch ein Muster geliefert.
Die Rückfahrt der Herzogin Hedwig gemeinsam mit Herzogin Clara von Braunschweig-Wolfenbüttel vom 13. August 1580 nach Wolfenbüttel ist ausführlich dokumentiert. Demnach trugen die Schiffsleute gelbe Röcke, die von roten burgundischen Kreuzen geschmückt waren, sowie Hosen mit je einem gelben und roten Hosenbein – die Farben des fürstlichen Hauses. Auch ist eine Liste der anwesenden wohl zum Hofe gehörenden Herren vorhanden. Ein Jubelgedicht der Studenten des Helmstedter Juleums besingt die Okergöttin und den Neptun, der mit erhobenem Zepter „den Weg für das Schiff bestellt“. In späteren Jahren wurden auch weitere Gäste geladen, so der Domdechant von Halberstadt sowie das gesamte Domkapitel, die aber der Einladung nicht folgen konnten.
Hedwig überließ 1600 ihrer Schwiegertochter Elisabeth von Dänemark das Schloss mitsamt den Ländereien, das deren ältester Sohn 1630 an den Abt des Klosters Riddagshausen, Peter Tuckermann widerruflich verkaufte.
Rudolf August, 1627 in Hitzacker geboren, wählte nach dem Tod seiner ersten Ehefrau Hedwigsburg als seine Residenz, auf der er sich schon früher insbesondere wegen der Jagdvergnügungen und des ländlichen Umfelds gern aufgehalten hatte. Er lebte dort mit seiner zweiten Frau Rosine Elisabeth Menthe, genannt „Rudolfine“, und starb auf Hedwigsburg 1704. Sein Bruder und Nachfolger Anton Ulrich bestimmte, dass Hedwigsburg zur Ausstattung des jeweiligen Erbprinzen gehören sollte. Bei fehlender Erbfolge sollte es an das Braunschweiger Waisenhaus überschrieben werden.

### Rittergut und englischer Garten

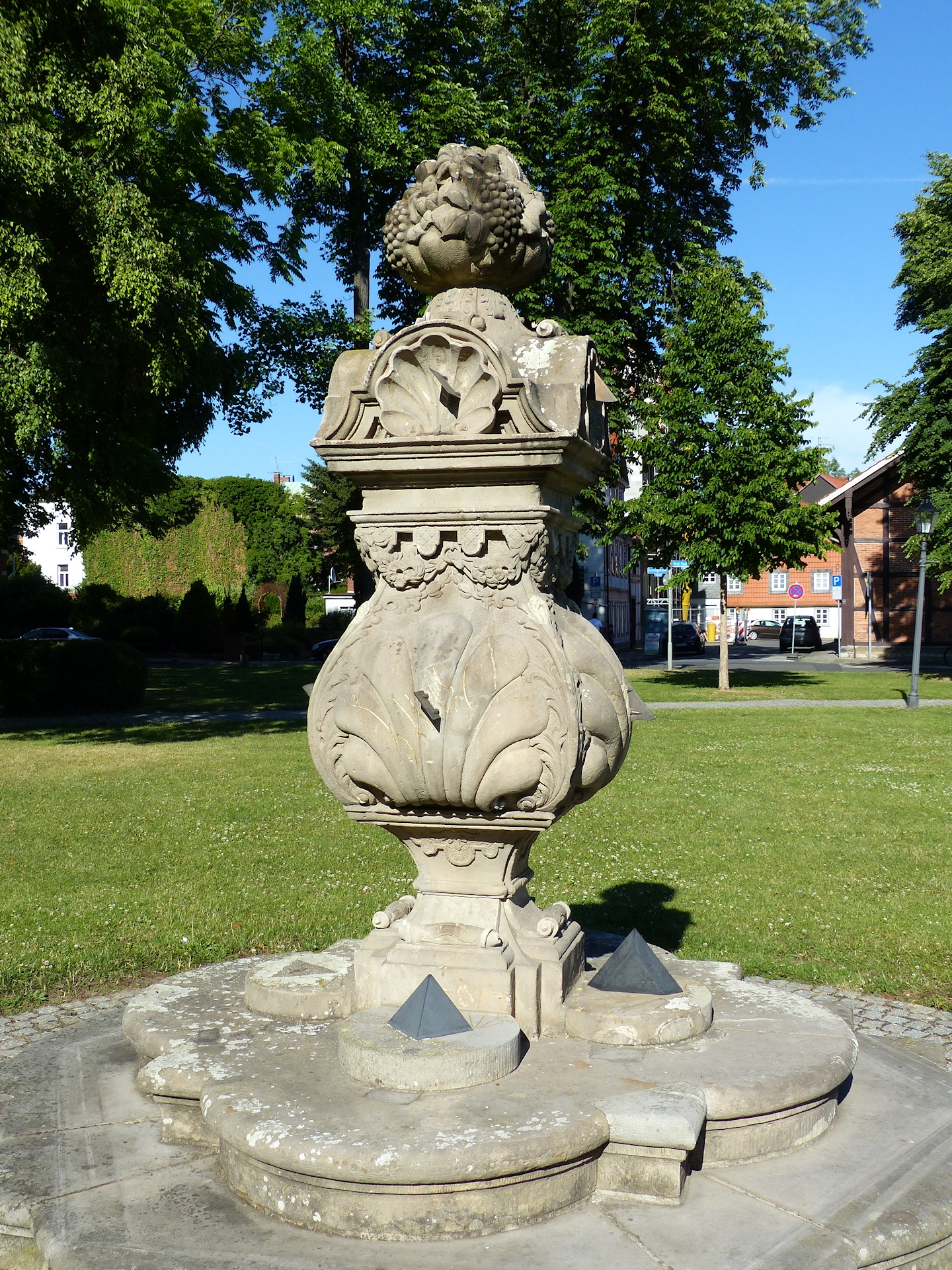
Eine steinerne Sonnenuhr, die ursprünglich am Schloss Wernigerode und bis 1956 in Hedwigsburg stand, ist die Sonnenuhr vor der Herzog August Bibliothek von Johann Friedrich Penther

Der letzte fürstliche Besitzer des Schlosses war der Erbprinz Karl Wilhelm Ferdinand, der es am 20. Dezember 1769 aus Geldnot an die Familie von Münchhausen verkaufte und das Gut in ein Rittergut umwandelte. Das Braunschweiger Waisenhaus wurde für den entgangenen Grundbesitz erst 1885 mit 185.000 Mark entschädigt. Der neue Besitzer, Oberhofmarschall am braunschweigischen Hofe, erwarb auch den ehemaligen Königshof Eulenburg, der als Schriftsassenhof über 175 Morgen Land verfügte. Zum Rittergut gehörten eine Ziegelhütte (etwa bei der späteren Zuckerfabrik gelegen), die Fährmühle, der Bungenstedter Turm und die Gerichtsbarkeit des Ortes. Das Schloss wurde um zwei Seitenflügel erweitert und ein englischer Landschaftsgarten angelegt. Von den dort aufgestellten Statuen sind die „Frau mit dem Löwen“ und die „Flora“ noch vorhanden.

### Bürgerlicher Besitz und Zerstörung
Als das Braunschweiger Land 1806 unter napoleonische Herrschaft geriet, wurden die Privilegien des Adels aufgehoben. Münchhausen verkaufte das Gut an August Christian Graberg, der es mit zahlreichen Kunstschätzen u. a. auch aus dem Schloss Salzdahlum ausstattete. Dazu gehörte auch die Sonnenuhr, die heute vor der Herzog August Bibliothek in Wolfenbüttel steht. Die Familie Graberg war verwandt und verschwägert mit der Familie Löbbecke, in deren Besitz das Gut später kam. Am 23. Dezember 1932 verkaufte Arnold Löbbecke das Rittergut. Es wurde bei einem Fliegerangriff am 14. Januar 1944 nahezu vollständig zerstört.

## Heutiger Zustand

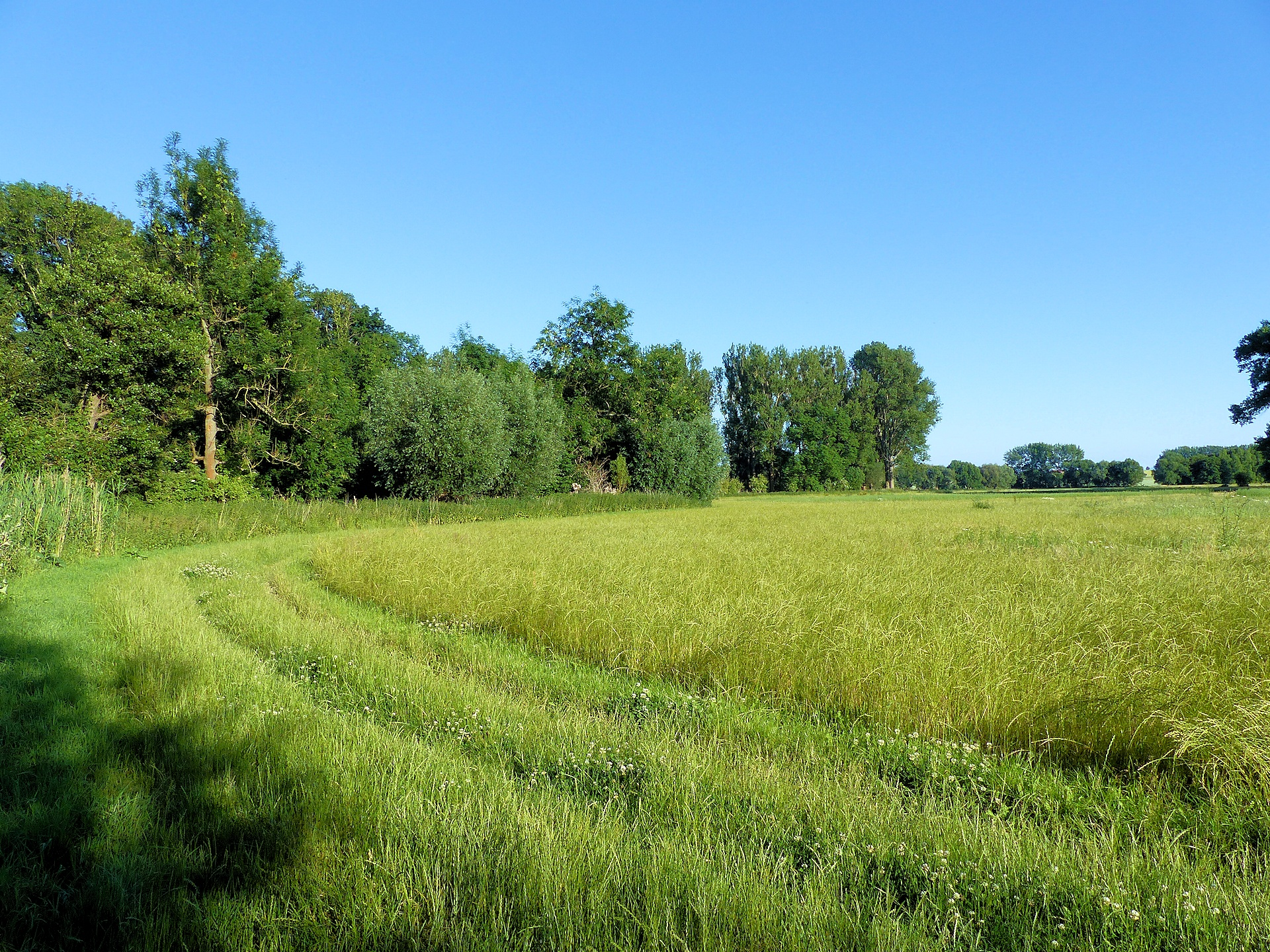
Übergang des Parks in die Landschaft des Vorharzes

Der Gutshof wurde 1948 geteilt und ist in Privatbesitz. In den amtlichen Karten und im Straßenverzeichnis werden Rittergut Hedwigsburg für den westlichen und Rittergut Kissenbrück für den östlichen Teil angegeben. Die Höfe werden für landwirtschaftliche Zwecke und als Wohnsitz genutzt. Einige Teiche sind noch vorhanden, der Park ist weitestgehend naturbelassen und hat im östlichen Teil Waldcharakter. In ihm sind noch Skulpturen, Gedenksteine sowie Reste eines Hundefriedhofs zu sehen.
Der Golfplatz von Kissenbrück an den Südausläufern des Ösels ist nach dem Rittergut Hedwigsburg benannt.